# Кусовранска река
Кусовранска река је лева притока реке Јерме, која се у њу улива  непосредно пре њеног уласка у Одоровско ждрело.  Њен водоток који се формира од више потока, протиче кроз атар села Куса Врана. Пролазећи кроз сам центар села, при надоласку великих вода угрожава деоницу деоницу пута у дужини од 500 м. Нанос и отпад који се баца у њено корито смањују протицајни профил и повећава могућност изливања вода, што угрожава куће, пут, мост и налегли простор у селу Куса Врана.

## Географске одлике
Кусовранска река је своје корито дубоко усекла између Влашке планине на североистоку и високог развођа (Рњос, Нашушковски камик, Опаљенац) према сливу
Звоначке реке на југозападу.  
Кусовранска река извире под Тумбом на 931 m н.в. Њена дужина је 11,05 km, а површина слива износи 28,93 km².  Улива се у реку Јерму непосредно пре њеног уласка
у Одоровско ждрело, један од два кланца Јерме, на надморској висини од 534 метара.
Слив
Слив Кусовранске реке има малу ширину и изразити правац пружања северозапад — југоисток.  С обзиром на то да је ширина слива мала притоке су кратке. Углавном се уливају са леве долинске стране, према Влашкој планини која се највише одводњава управо ка сливу Кусовранске реке.
Извори су у пермским пешчарима и девонским флишу, често на контакту са јурским и тријаским карбонатним стенама.

### Вегетација
Слив Кусовранске реке највећим делом покривен је шумском вегетацијом али су ерозиони процеси значајни због великих нагиба земљишта и негативних утицаја активности човека.